# Kloster Wolnzach
Das Kloster Wolnzach ist ein ehemaliges Kloster der Kapuziner in Wolnzach in Bayern in der Diözese Regensburg.

## Geschichte
Das Kloster wurde 1726 gegründet und 1802 im Zuge der Säkularisation aufgelöst. Der Konvent kam nach Wasserburg am Inn. Die Klostergebäude wurden 1803 von dem Schweizer Seidenbandfabrikanten, Philanthropen, Mäzen und Revolutionär Johann Rudolf Meyer aus Aarau erworben. Er verkaufte sie aber bereits 1804 wieder. 1805 wurden alle Gebäude abgetragen und für den Bau einer Mühle verwendet.
Heute erinnert nur noch die Kapuzinerstraße an das ehemalige Kloster Wolnzach.